# Alfred Michael von Haartman
Alfred Michael von Haartman, född 20 december 1839 i Helsingfors, död 28 mars 1907 i Kyoto, var en finländsk jägmästare, jordbruksrådgivare och statsman. Han var tvillingbror till Fridolf Rafael von Haartman, och son till Carl Daniel von Haartman.
von Haartman deltog som lantdagsledamot vid riksdagarna 1872, 1877–1878, 1894, 1897, 1899 och 1900 som representant för Ridderskapet och adeln.